# Amateur (film 1994)
Amateur è un film del 1994 diretto da Hal Hartley.

## Trama
Un uomo si risveglia ferito e senza memoria in mezzo ad una strada di New York, entrando in una tavola calda incontra Isabelle, una scrittrice di racconti erotici con un passato da suora, quest'ultima si invaghisce dell'uomo e decide di aiutarlo a riscoprire la sua identità e il suo passato.